# Le Boulay-Morin
Pour les articles homonymes, voir Boulay et Morin.
Le Boulay-Morin est une commune française située dans le département de l'Eure, en région Normandie.
Ses habitants sont appelés les Boulay-Morinois.

## Géographie
Le Boulay-Morin est située à 7 km au nord d'Évreux, sur la RD 155 (Évreux - Louviers).
Elle est divisée en trois parties : le Bourg au centre du village, les Prévostes et le bois du Boulay, le hameau du Mesnil Doucerain. La quasi-totalité des résidences est constituée de pavillons individuels.

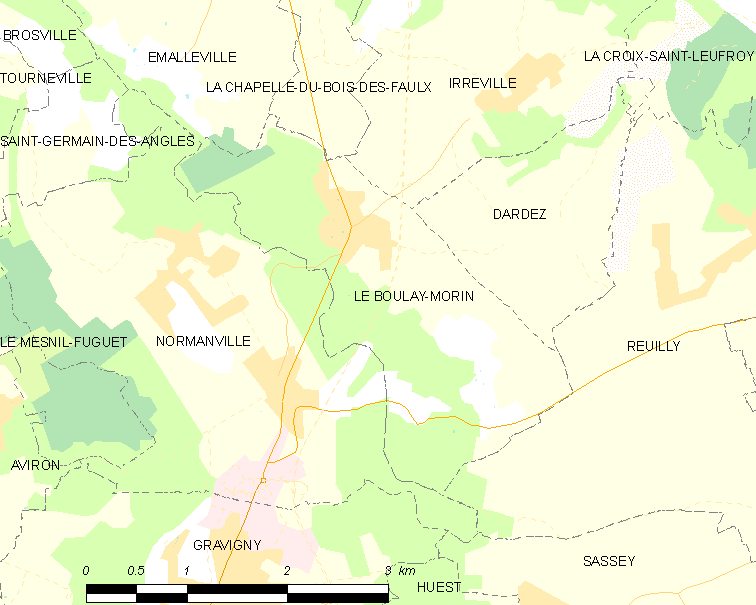
Carte de la commune.

### Hydrographie
La commune est située dans le bassin Seine-Normandie. Elle n'est drainée par aucun cours d'eau,.

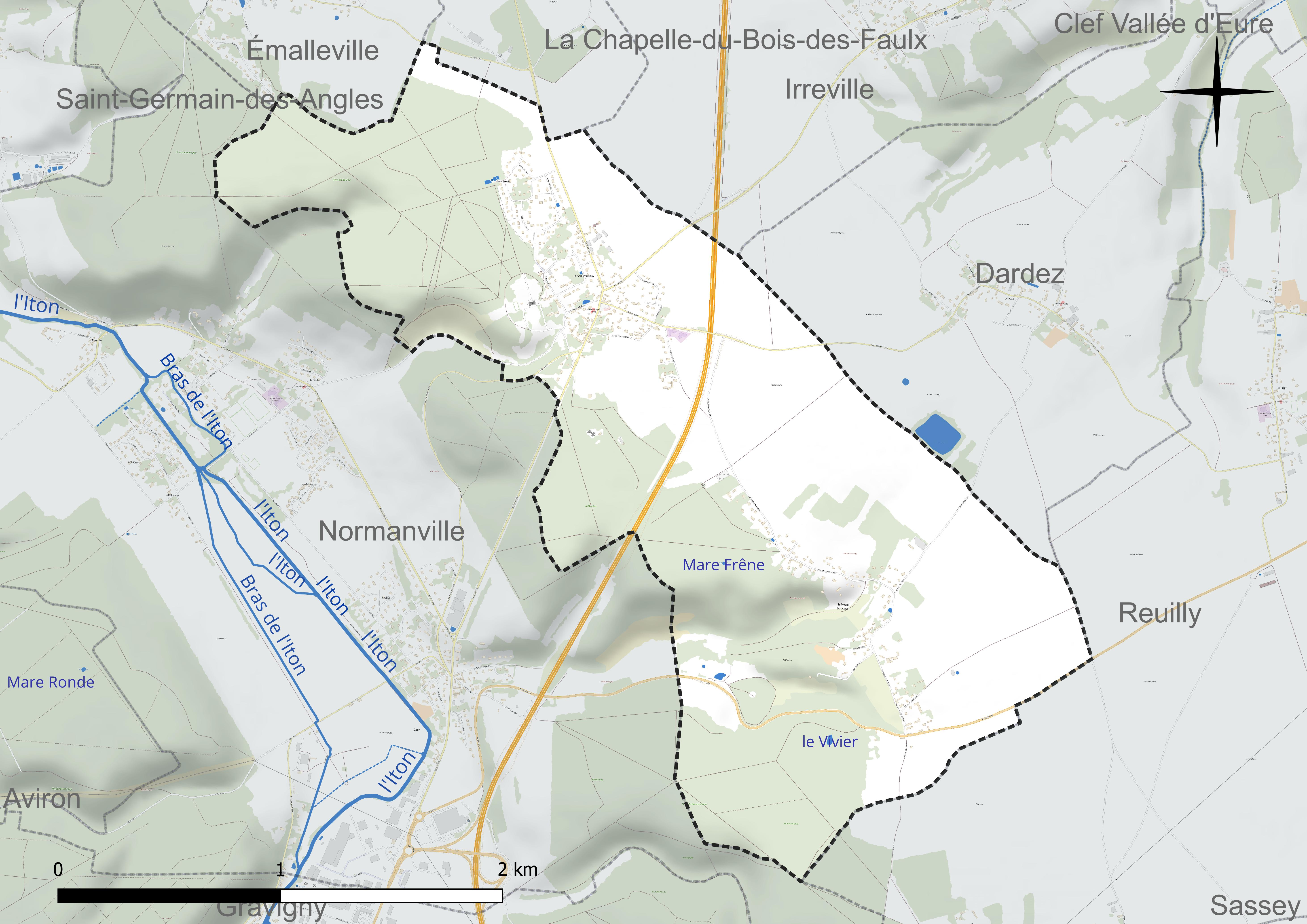
Réseau hydrographique du Boulay-Morin.

Deux plans d'eau complètent le réseau hydrographique : la mare Frêne (0 ha) et le Vivier (0,1 ha),.

### Climat
Pour des articles plus généraux, voir Climat de la Normandie et Climat de l'Eure.
En 2010, le climat de la commune est de type climat océanique dégradé des plaines du Centre et du Nord, selon une étude du CNRS s'appuyant sur une série de données couvrant la période 1971-2000. En 2020, Météo-France publie une typologie des climats de la France métropolitaine dans laquelle la commune est exposée à un climat océanique et est dans la région climatique  Côtes de la Manche orientale, caractérisée par un faible ensoleillement (1 550 h/an) ; forte humidité de l’air (plus de 20 h/jour avec humidité relative > 80 % en hiver), vents forts fréquents. Parallèlement le GIEC normand, un groupe régional d’experts sur le climat, différencie quant à lui, dans une étude de 2020, trois grands types de climats pour la région Normandie, nuancés à une échelle plus fine par les facteurs géographiques locaux. La commune est, selon ce zonage, exposée à un « climat des plateaux abrités », correspondant aux plaines agricoles de l’Eure, avec une pluviométrie beaucoup plus faible que dans la plaine de Caen en raison du double effet d’abri provoqué par les collines du Bocage normand et par celles qui s’étendent sur un axe du Pays d'Auge au Perche.
Pour la période 1971-2000, la température annuelle moyenne est de 10,3 °C, avec  une amplitude thermique annuelle de 14,2 °C. Le cumul annuel moyen de précipitations est de 685 mm, avec 11,1 jours de précipitations en janvier et 8,2 jours en juillet. Pour la période 1991-2020, la température moyenne annuelle observée sur la station météorologique la plus proche, située sur la commune de Huest à 5 km à vol d'oiseau, est de 11,2 °C et le cumul annuel moyen de précipitations est de 600,6 mm,. Pour l'avenir, les paramètres climatiques de la commune estimés pour 2050 selon différents scénarios d’émission de gaz à effet de serre sont consultables sur un site dédié publié par Météo-France en novembre 2022.

## Urbanisme

### Typologie
Au 1er janvier 2024, Le Boulay-Morin est catégorisée commune rurale à habitat dispersé, selon la nouvelle grille communale de densité à 7 niveaux définie par l'Insee en 2022.
Elle est située hors unité urbaine. Par ailleurs la commune fait partie de l'aire d'attraction d'Évreux, dont elle est une commune de la couronne,. Cette aire, qui regroupe 108 communes, est catégorisée dans les aires de 50 000 à moins de 200 000 habitants,.

### Occupation des sols
L'occupation des sols de la commune, telle qu'elle ressort de la base de données européenne d’occupation biophysique des sols Corine Land Cover (CLC), est marquée par l'importance des forêts et milieux semi-naturels (44,1 % en 2018), en diminution par rapport à 1990 (45,2 %). La répartition détaillée en 2018 est la suivante : 
forêts (44,1 %), terres arables (38,8 %), zones urbanisées (14,2 %), prairies (2,8 %). L'évolution de l’occupation des sols de la commune et de ses infrastructures peut être observée sur les différentes représentations cartographiques du territoire : la carte de Cassini (XVIIIe siècle), la carte d'état-major (1820-1866) et les cartes ou photos aériennes de l'IGN pour la période actuelle (1950 à aujourd'hui).

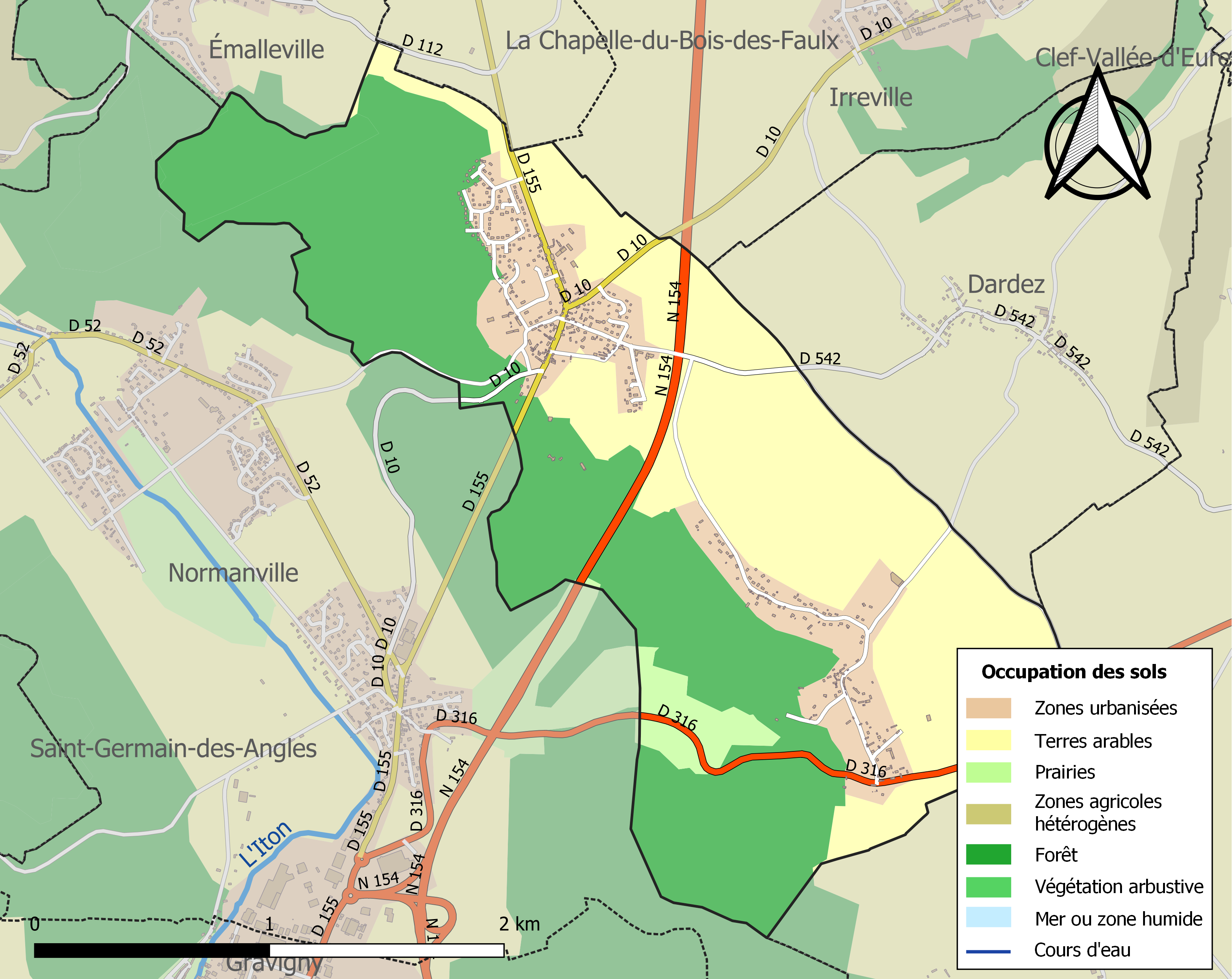
Carte des infrastructures et de l'occupation des sols de la commune en 2018 (CLC).

## Toponymie
Le nom de la localité est attesté sous les formes Bueleio en 1184, Booleyum au XIIIe siècle, Boulley Morin en 1469, Le Boulay Morin en 1793, Bouley-Morin en 1801, Le Boulei Morin en 1828 (L. Dubois).
De l'oïl beoloi (ensemble de bouleau) et Morin du nom de son seigneur Morin du Pin, sénéchal de Robert Ier, comte de Meulan.

## Histoire
Plusieurs membres de la famille Maillet-du-Boulay, seigneurs du Boulay, se sont illustrés en Normandie.

### Héraldique
| Blason | Blasonnement : D'argent au chevron de gueules chargé de trois besants d’or, accompagné en chef de deux maillets du même et en pointe d’un bouleau de sinople. |

## Politique et administration
| Période                                  | Période  | Identité          | Étiquette | Qualité              |
| ---------------------------------------- | -------- | ----------------- | --------- | -------------------- |
| mars 2001                                | 2008     | Jacques Lemarié   |           |                      |
| mars 2008                                | 2020     | Moïse Eudier      | SE        | Agriculteur retraité |
| 2020                                     | En cours | Olivier Rigal-Roy |           |                      |
| Les données manquantes sont à compléter. |          |                   |           |                      |

## Démographie
L'évolution du nombre d'habitants est connue à travers les recensements de la population effectués dans la commune depuis 1793. Pour les communes de moins de 10 000 habitants, une enquête de recensement portant sur toute la population est réalisée tous les cinq ans, les populations de référence des années intermédiaires étant quant à elles estimées par interpolation ou extrapolation. Pour la commune, le premier recensement exhaustif entrant dans le cadre du nouveau dispositif a été réalisé en 2008.

En 2022, la commune comptait 818 habitants, en évolution de +6,1 % par rapport à 2016 (Eure : −0,25 %, France hors Mayotte : +2,11 %).
| 1793 | 1800 | 1806 | 1821 | 1831 | 1836 | 1841 | 1846 | 1851 |
| ---- | ---- | ---- | ---- | ---- | ---- | ---- | ---- | ---- |
| 230  | 272  | 274  | 251  | 286  | 316  | 320  | 314  | 289  |

| 1856 | 1861 | 1866 | 1872 | 1876 | 1881 | 1886 | 1891 | 1896 |
| ---- | ---- | ---- | ---- | ---- | ---- | ---- | ---- | ---- |
| 238  | 197  | 214  | 255  | 220  | 206  | 232  | 212  | 196  |

| 1901 | 1906 | 1911 | 1921 | 1926 | 1931 | 1936 | 1946 | 1954 |
| ---- | ---- | ---- | ---- | ---- | ---- | ---- | ---- | ---- |
| 197  | 200  | 176  | 157  | 147  | 143  | 155  | 184  | 175  |

| 1962 | 1968 | 1975 | 1982 | 1990 | 1999 | 2006 | 2008 | 2013 |
| ---- | ---- | ---- | ---- | ---- | ---- | ---- | ---- | ---- |
| 188  | 151  | 400  | 457  | 516  | 558  | 641  | 664  | 740  |

| 2018 | 2022 | - | - | - | - | - | - | - |
| ---- | ---- | - | - | - | - | - | - | - |
| 784  | 818  | - | - | - | - | - | - | - |

La population est jeune : 26 % a moins de 30 ans.

## Lieux et monuments
- L’église Saint-André, dont le patron était le seigneur du lieu, date de la fin du XVIIIe siècle. Une belle Vierge à l'Enfant du XIVe siècle et un fragment de vitrail du XVIe siècle sont à noter.
- Château du parc de Diane du XVIIIe siècle (privé).

## Personnalités liées à la commune
- À ses débuts, le chanteur Bernard Lavilliers y demeurait, allant s’essayer à la MJC d'Évreux.